# Північ Квебеку

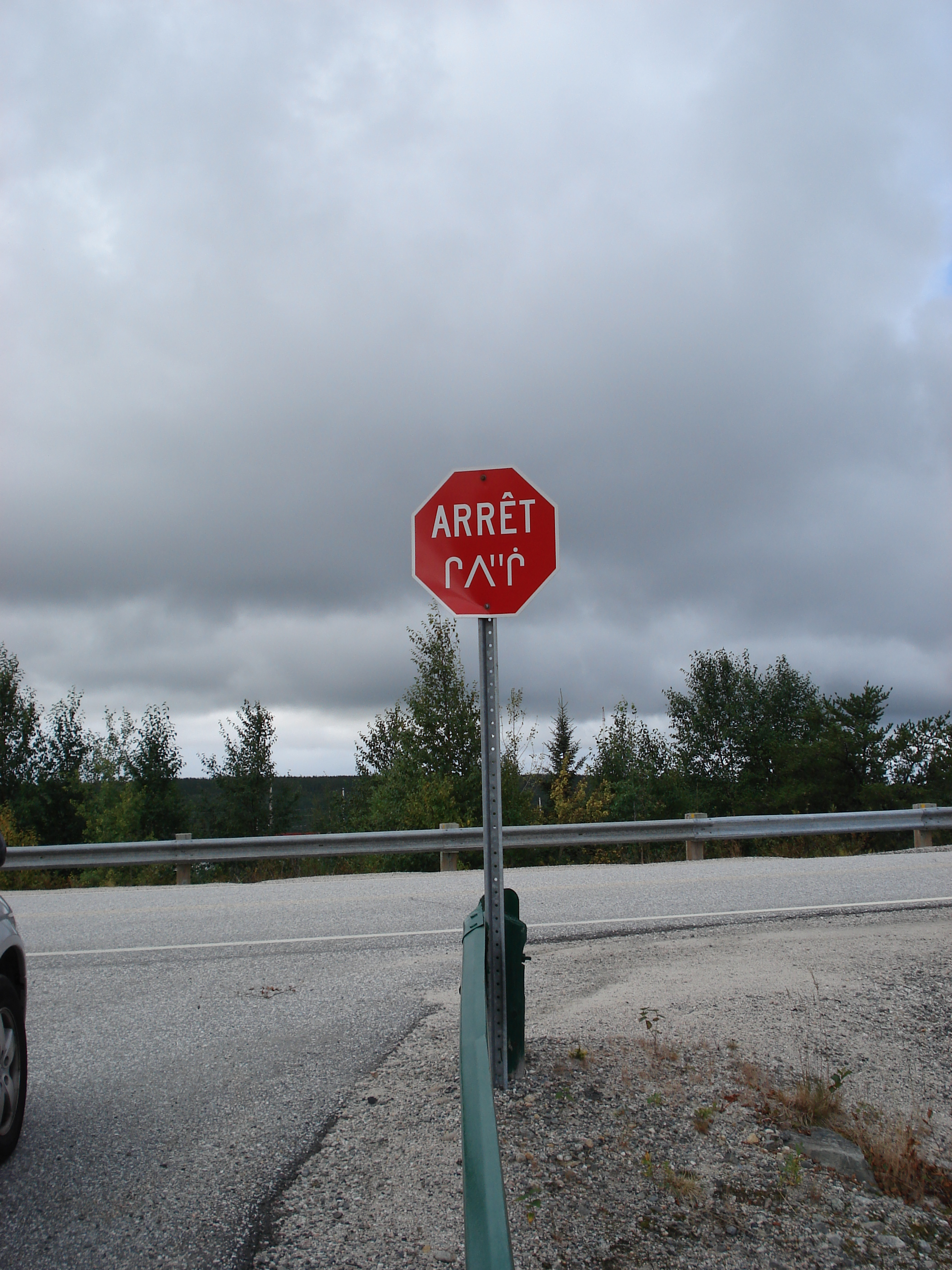
Зображення знаку французькою мовою та мовою крі.

Північ Квебеку (фр. Nord-du-Québec — читається як «Нор-дю-Кебек») — найбільший адміністративний регіон провінції Квебек (Канада). У списку регіонів має умовний номер «10». Він більший за Францію та Бельгію разом взятих. Територія регіону — 839 000 км² (55 % від загальної території Квебеку). Площа озер та річок регіону — 121 000 км².

## Географія і населення
Клімат регіону вкрай суворий, невелика мережа доріг є тільки на більш сприятливому крайньому півдні, де розташовується столиця краю — селище Шибугамо. Тільки 0,5 % населення Квебеку проживає в регіоні, перепис 2006 року зафіксував 39 817 осіб. Корінні жителі (автохтонні племена крі на півдні і інуїти на півночі) становлять близько 57,9 % населення, франкомовні квебекці — 38,8 % жителів, англо-квебекці 3,3 %.

## Адміністративний поділ
Північ Квебека розділений на три райони — більш освоєну і європеїзовану частина Жамезі на півдні, інуїтську територію Нунавік на півночі, а також кілька анклавів крі, створених в 2007 році і об'єднаних під загальною назвою Регіональна адміністрація крі.